# Ballum (Munkbrarup)
 For alternative betydninger, se Ballum (flertydig). (Se også artikler, som begynder med Ballum)
Ballum (dansk) eller Balm (tysk) er en lokalitet ved Munkbrarup i det nordlige Angel i Sydslesvig, beliggende vest for udflytterbyen Kragholm på vejen mod Ryde. Tæt på Ballum løber Brarup Å (Munkbrarup Å) forbi. Åen munder få kilometer senere ved Lyksborg i Svendå. Mod vest ved Ves ligger Bliksbjerg.
Ballum beskrev tidligere et skovområde, der findes endnu skovrester. I 1840 opførtes her et fattighus, bygget i typisk sønderjysk byggeskik. Det stråtækte hus blev 1902 til et regulært bondested. Bygningen er siden fredet. Selve stednavnet beskriver beliggenheden på et højt sted. Stednavnet forekommer ofte, både i Nørre- og Sønderjylland. I kirkelig henseende ligger Ballum i Munkbrarup Sogn, som i den danske tid hørte under Munkbrarup Herred (Flensborg Amt).